# Gummfluh
La Gummfluh (2.458 m s.l.m.) è una montagna delle Prealpi di Vaud e Friburgo nelle Prealpi Svizzere. Si trova lungo la linea di confine tra il Canton Vaud ed il Canton Berna.

## Descrizione
Ai piedi della Gummfluh si trova la Réserve naturelle de la Pierreuse dove vivono molti stambecchi e camosci.